# Metka Tekavčič
Metka Tekavčič, slovenska političarka, ekonomistka in pedagoginja, * 12. junij 1961.
Diplomirala, magistrirala in leta 1995 je doktorirala na Ekonomski fakulteti v Ljubljani, kjer je tudi zaposlena.
1. oktobra 2013 je postala dekanica Ekonomske fakultete v Ljubljani. 
Leta 2006 je bila na listi Socialnih demokratov izvoljena v Mestni svet Mestne občine Ljubljana.